# House of the Wolf Man
House of the Wolf Man – amerykański czarno-biały film grozy z 2009 roku. Inspiracją do filmu były klasyczne horrory wytwórni Universal Pictures z lat 30. i 40. XX wieku. Film został nakręcony w tym samym stylu co one.

## Treść[1]
Nikczemny doktor Bela Reinhardt zaprasza pięciu ludzi do swojego zamku. Ma tam zapaść rozstrzygniecie, który z nich odziedziczy jego majątek. Goście nie przeczuwają, że doktor zorganizował swego rodzaju zawody, w których zwycięzca jest wyłaniany w drodze eliminacji pozostałych uczestników. Wkrótce całą piątka zostaje uwięziona w ponurym zamku, który okazuje się być pełen potworów, takich jak wilkołak, wampir Drakula oraz potwór Frankensteina.

## Obsada[2]
- Ron Chaney – Bela Reinhardt
- Dustin Fitzsimons – Reed Chapel
- Jeremie Loncka – Conrad Sullivan
- Sara Raftery – Mary Chapel
- Cheryl Rodes – Elmira Cray
- Jim Thalman – Archibald Whitlock
- John P. McGarr – Barlow
- Billy Bussey – wilkołak
- Craig Dabbs – potwór Frankensteina
- Michael R. Thomas – Drakula
- Saba Moor-Doucette – Vadoma